# NGC 2292
NGC 2292 est une très vaste galaxie lenticulaire située dans la constellation du Grand Chien. NGC 2292 a été découverte par l'astronome britannique John Herschel en 1835.

## Caractéristiques
Sa vitesse par rapport au fond diffus cosmologique est de 2 189 ± 11 km/s, ce qui correspond à une distance de Hubble de 32,3 ± 2,7 Mpc (∼105 millions d'al).
À ce jour, quatre mesures non basées sur le décalage vers le rouge (redshift) donnent une distance de 37,750 ± 10,289 Mpc (∼123 millions d'al), ce qui est à l'intérieur des valeurs de la distance de Hubble. Notons cependant que c'est avec la valeur moyenne des mesures indépendantes, lorsqu'elles existent, que la base de données NASA/IPAC calcule le diamètre d'une galaxie et qu'en conséquence le diamètre de NGC 2292 pourrait être d'environ 69,1 kpc (∼225 000 al) si on utilisait la distance de Hubble pour le calculer. 

## Groupe de NGC 2280
NGC 2292 fait partie du groupe de NGC 2280 qui comprend au moins 5 galaxies. Outre NGC 2292, les galaxies du groupe sont NGC 2280, NGC 2293, ESO 490-45 et ESO 490-10.

### Paire de galaxies en fusion

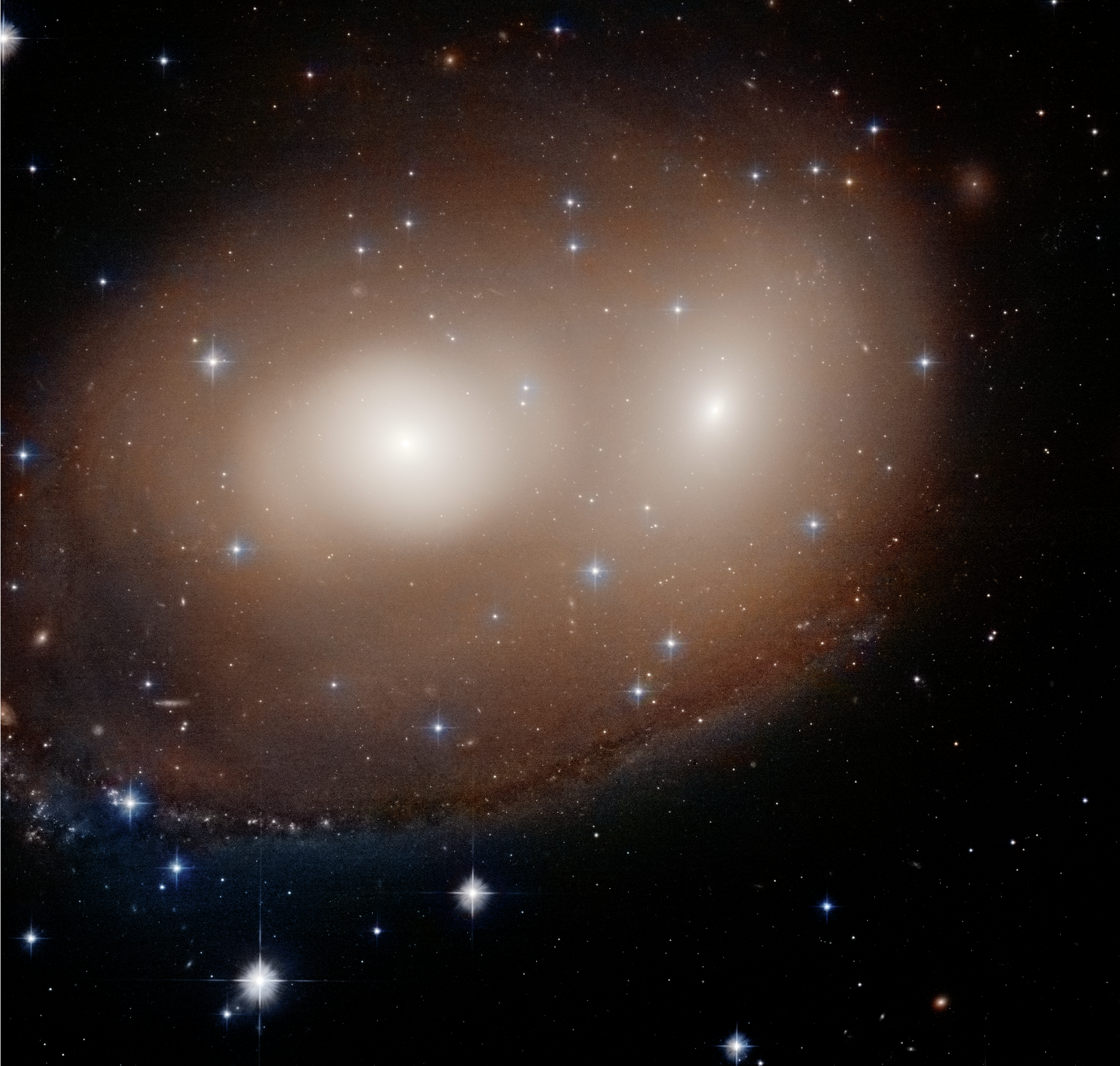
La paire de galaxies NGC 2292 et NGC 2293 imagée par le télescope spatial Hubble.

Les galaxies NGC 2292 et NGC 2293 sont à moins d'une minute d'arc sur la sphère céleste et elles sont pratiquement à la même distance de la Voie lactée. Il ne fait aucun doute qu'elles sont en interaction gravitationnelle. L'image du relevé Pan-STARRS montre même qu'elles semblent enveloppées par le même halo. Il est fort probable que ces deux galaxies sont engagées dans un processus de fusion et qu'elles n'en formeront qu'une dans quelques centaines de millions d'années.